# هاري نيف
هاري نيف (بالإنجليزية: Hari Nef)‏ (من مواليد 21 أكتوبر 1992) ممثلةٌ أمريكيةٌ وعارضة أزياءٍ وكاتبةٌ ظهرت لأول مرةٍ في أسبوع الموضة في ربيع وصيف 2015 في نيويورك، وأيضًا ظهرت مع كلٍّ من علامة «هود باي إير» التجارية وماركة أزياء «إيكهاوس لاتا» الأمريكية. تشتهرت بالحديث عن القضايا العابرة؛ وهي أول عابرةٍ (من ذكر إلى أنثى) تظهر بشكلٍ علنيٍّ على غلاف مجلةٍ بريطانيةٍ كبرى.

## حياتها المبكرة والتعليم
ولدت هاري نيف في فيلادلفيا. لعائلة يهودية. والداها هما ديفيد نيف، مدير تنفيذي للإعلان، وروبن كليبنيك. طلق والداها عندما كانت في سن الثانية وترعرعت من قبل والدتها في نيوتن، ماساتشوستس.
التحاقت بجامعة كولومبيا في عام 2011 وتخرجت بشهادة من برنامج المسرح في مايو 2015.

## روابط خارجية
- هاري نيف على موقع IMDb (الإنجليزية)
- هاري نيف على موقع ألو سيني (الفرنسية)
- هاري نيف على موقع ديسكوغز (الإنجليزية)
- هاري نيف على موقع قاعدة بيانات الفيلم (الإنجليزية)
- هاري نيف على موقع ليتربوكسد (الإنجليزية)
- هاري نيف على موقع كينوبويسك (الروسية)